# September in the Rain
«September in the Rain» (с англ. — «Сентябрь в дожде») — популярная песня, написанная Гарри Уорреном и Элом Дабином.
Изначально планировалось, что песня прозвучит в фильме «Звёзды над Бродвеем» (1935 год), однако в окончательную версию фильма она не вошла (несмотря на это отдельные источники до сих пор упоминают данный фильм как первое появление данной песни). Впервые она прозвучала (в исполнении Джеймса Мелтона) в фильме «Мелодия для двоих» (1937 год), после чего быстро завоевала популярность. В исполнении различных исполнителей она неоднократно входила в чарты. Одно из наиболее известных инструментальных прочтений песни принадлежит Джорджу Ширингу (его версия достигла 25-й позиции в чарте Billboard, а одноимённый альбом 1949 года был распродан по всему миру в количестве более миллиона экземпляров).

## Версии песни
Песня многократно записывалась и исполнялась различными исполнителями. В частности, песня звучала в исполнении группы «Битлз» на прослушивании группы у лейбла Decca (1962 год); основную вокальную партию исполнял Маккартни. Запись данного исполнения официально до сих пор не издана, хотя имеет хождение на бутлегах и была опубликована на малоизвестной неофициальной пластинке The Complete Silver Beatles, выпущенной в сентябре 1982 года лейблом Audio Fidelity.
К числу наиболее известных исполнителей, обращавшихся к данной песне, можно отнести следующих:
- Силла Блэк
- Тереза Брюэр
- Дина Вашингтон
- Сара Вон
- Нора Джонс
- Дорис Дэй
- Бинг Кросби
- Пегги Ли
- Гай Ломбардо (его версия песни стала хитом номер один в 1937 году в США на протяжении четырёх недель[2])
- Джули Лондон (в альбоме Calendar Girl, 1956 год)
- Иегуди Менухин
- Вилли Нельсон
- The Platters
- Марти Роббинс
- Фрэнк Синатра
- Джо Стаффорд
- Род Стюарт
- Джо Уильямс
- Лайонел Хэмптон
- Дайан Шуур
- Лестер Янг